# Naatan Skyttä
Naatan Skyttä (* 7. Mai 2002 in Ylöjärvi) ist ein finnischer Fußballspieler, der aktuell beim 1. FC Kaiserslautern unter Vertrag steht. Der offensive Mittelfeldspieler ist seit Oktober 2020 finnischer U21-Nationalspieler.

## Karriere

### Verein
Der im westfinnischen Ylöjärvi geborene Naatan Skyttä entstammt der Jugendabteilung der Tampereen Ilves. Sein Debüt im Herrenfußball bestritt er jedoch als Kooperationsspieler bei der HJS Akatemia. Beim Drittligisten stand er am 9. Juni 2018 (6. Spieltag) bei der 3:5-Auswärtsniederlage gegen den FC Espoo in der Startaufstellung und erzielte den zwischenzeitlichen Führungstreffer des Vereins aus Hämeenlinna. Dieser Einsatz blieb letztlich sein Einziger für diesen Verein. Beim 2:0-Heimsieg der Ilves gegen den Turku PS am 25. August 2018 (25. Spieltag) debütierte er in der höchsten finnischen Spielklasse, als er in der 83. Spielminute für Eero Tamminen eingewechselt wurde. In der verbleibenden Saison 2018 bestritt er ein weiteres Ligaspiel.
Die nächste Spielzeit begann er in der Reservemannschaft, welche in der drittklassigen Kakkonen spielte. Im Verlauf des Spieljahres 2019 schaffte er den Sprung in die erste Mannschaft. Am 23. August 2019 (21. Spieltag) erzielte Skyttä beim 2:2-Unentschieden gegen den Helsinki IFK sein erstes Tor in der Veikkausliiga. In der Meisterrunde startete der junge Offensivspieler bereits regelmäßig und am Ende der Saison stand er bei zwei Treffern, welche er in 11 Ligaeinsätzen markieren konnte.
Der endgültige Durchbruch in die Startformation der Ilves gelang ihm in der darauffolgenden Spielzeit 2020. Am 23. September 2020 (16. Spieltag) erzielte er beim 2:0-Auswärtssieg gegen den IFK Mariehamn den ersten Doppelpack seiner Laufbahn. In diesem Spieljahr schaffte er mit sieben Toren und zwei Vorlagen in 16 Ligaeinsätzen zu überzeugen.
Am 1. Februar 2021 wechselte Skyttä zum französischen Zweitligisten FC Toulouse. Dort spielte er vorerst keine Rolle in der ersten Mannschaft von Cheftrainer Patrice Garande. Sein Debüt gab er erst am 20. April 2021 bei der 0:2-Pokalniederlage gegen den unterklassigen Verein GFA Rumilly Vallières, der dadurch sensationell ins Halbfinale des Wettbewerbs vorstieß. Im August 2022 wechselte der Finne bis Ende des Jahres auf Leihbasis zu Viking Stavanger. Im Anschluss folgte nach einer einmonatigen Rückkehr zu Toulouse, die in der Zwischenzeit den Aufstieg in die Ligue 1 perfekt machen konnten, eine weitere halbjährige Leihe – dieses Mal zu Odense BK.
Im Sommer 2024 wechselte Skyttä zu USL Dunkerque. In Dunkerque kam er in 32 Ligaspielen zum Einsatz und erzielte sieben Tore.
Anfang August 2025 wechselte Skyttä zum 1. FC Kaiserslautern.

### Nationalmannschaft
Zwischen August 2018 und März 2019 bestritt Skyttä 12 Länderspiele für die finnische U17-Nationalmannschaft, in denen ihm vier Tore gelangen. Im Oktober 2019 debütierte er in der U19 und seit Oktober 2020 ist er auch für die U21 im Einsatz.